# Larut, Matang dan Selama
Huyện Larut and Matang là một huyện thuộc bang Perak của Malaysia. Huyện Larut and Matang có dân số thời điểm năm 2010 ước tính khoảng 315285 người.